# Roberto I de Namur
Roberto I de Namur (? - entre 974 e 981) foi Conde de Namur desde 946 até a sua morte.

## Biografia
Pouco se sabes sobre as suas origens, no entanto L. Venderkindere dá-o como sendo filho de Berengário de Namur. A obra Vita Broniensis Gerardi Abbatis afirma que os descendentes de Berengário continuaram a assegurar o condado de Namur, embora se dê a ausência dos nomes de Berengário e Regnier, facto que sugere que pelos menos se trata de uma linha colateral.
Roberto I aparece regularmente na documentação da época, particularmente entre 946 e 974 e está documentado entre 958 e 963 na rebelião contra Bruno I, Arcebispo de Colônia conde de Immon, duque da Lorena. Na ocasião, Roberto reforçou as fortificações do Castelo de Namur. A sua última aparição em documentos históricos remonta a 974.

## Relações familiares
Foi filho de Berengário de Namur e de Sinfória de Hainaut (? - 952), filha de Reginaldo I de Langhals (850 - 915) e de Alberada de Lorena (865 -?). Terá sido casado com Ermengarda de Lorena, de quem teve:
1. Alberto I de Namur (c. 950-1011)[1] casado com Ermengarda da Baixa Lorena, filha de Carlos da Baixa Lorena.
2. Giselberto
3. Rateboldo